# Hanna Mehls

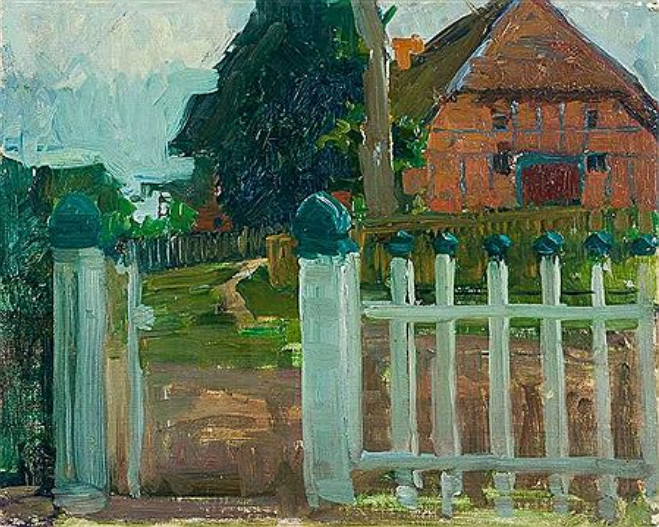
Bauerngehöft und weißer Gartenzaun

Hanna Mehls (* 18. Januar 1867 in Berlin; † 22. November 1928 ebenda) war eine deutsche Landschafts- und Stilllebenmalerin sowie Grafikerin.
Hanna Mehls stammte aus einer wohlhabenden Unternehmersfamilie. Sie wurde Schülerin von Paul Flickel in Berlin und setzte ihr Studium in München fort. Ihre Kunst wurde vom Impressionismus beeinflusst.
Seit 1896 war sie Mitglied des Vereins der Berliner Künstlerinnen, von 1909 bis 1927 war sie im Vereinsvorstand tätig.
Mehls nahm in den Jahren 1896, 1898, 1901, 1904, 1905, 1906, 1911, 1923, 1926, und 1928 an den Vereinsausstellungen teil. 1932 fand ihre Gedächtnisausstellung statt.
Hanna Mehls war Mitglied im Lyceum-Club Berlin. Seit 1902 war sie Mitglied in der Deutschen Kunstgenossenschaft.
Im Zeitraum von 1893 bis 1925 zeigte sie ihre Werke auf der Großen Berliner Kunstausstellung.
Auf der St. Louis Weltausstellung 1904 wurde sie mit einer Goldmedaille ausgezeichnet.